# Tim Merlier
Tim Merlier (Wortegem-Petegem, 30 ottobre 1992) è un ciclista su strada e ciclocrossista belga che corre per la Soudal Quick-Step.
Nel 2019 e nel 2022 si è laureato campione belga in linea su strada e nel 2020 ha vinto la Brussels Cycling Classic. Ha vinto quattro tappe al Giro d'Italia (una nel 2021 e tre nel 2024) oltre a tre al Tour de France (una nel 2021 e due nel 2025). Nel ciclocross ha, invece, partecipato a cinque edizioni dei Campionati del mondo Elite.

## Carriera

### 2011-2018: gli esordi e le prime vittorie nel cross e su strada
Specialista del ciclocross, tra gli Juniores nel 2010 è campione nazionale di categoria, imponendosi nella prova di Oostmalle. Nella stagione 2012-2013 si impone nel Krawatencross per Under-23, valido per il circuito Bpost Bank Trofee; l'anno dopo, pur non cogliendo successi, è quinto nella Coppa del mondo Under-23.
Nel luglio 2014 si impone nella quinta tappa della Ronde van Vlaams-Brabant a Merchtem. La stagione successiva lo vede imporsi nel Grand Prix Etienne De Wilde e la Coupe Egide Schoeters, e in due tappe della Ronde van Vlaams-Brabant, corsa nella quale coglie anche il secondo posto in classifica generale alle spalle di Sven Nys.
Nel 2016 vince il Grote Prijs Stad Zottegem, precedendo il belga Timothy Dupont e il tedesco Marcel Sieberg: è il suo primo successo in una gara dell'UCI Europe Tour. L'anno dopo non ottiene successi, è invece terzo in una frazione del BinckBank Tour e nella Schaal Sels. Nel 2018 è settimo nella prova Elite dei campionati del mondo di ciclocross; su strada partecipa al Giro di Danimarca, imponendosi nella terza e nella quinta e ultima tappa, oltre che nella classifica a punti della corsa.

### 2019-2020: il titolo nazionale in linea e la vittoria alla Tirreno-Adriatico
A metà giugno 2019 firma con la Corendon-Circus, legandosi esclusivamente per la sua attività su strada, ma con l'intenzione di potersi così anche preparare al meglio per la stagione invernale. Il 23 dello stesso mese fa sua la Elfstedenronde, gara belga di un giorno, precedendo Mark Cavendish, mentre sette giorni dopo vince il titolo di campione nazionale belga in linea, battendo in volata Timothy Dupont e Wout Van Aert. Partecipa poi al Tour Alsace, dove vince tre frazioni (il prologo, la seconda e la quarta e ultima tappa) oltre alla classifica a punti della corsa. A fine agosto partecipa di nuovo al Giro di Danimarca, imponendosi nella tappa conclusiva, mentre nel finale di stagione è secondo all'Antwerp Port Epic e terzo al Münsterland Giro.
Nel gennaio 2020 conclude ottavo nella prova Elite dei campionati del mondo di ciclocross. Inizia la stagione su strada partecipando al Tour of Antalya, corsa in cui vince l'ultima tappa. Alla ripresa delle corse dopo l'interruzione per la pandemia di COVID-19 è terzo in una tappa del Tour de Wallonie, imponendosi poi nella Brussels Cycling Classic davanti a Davide Ballerini e Nacer Bouhanni. Partecipa quindi alla Tirreno-Adriatico, dove vince la sesta frazione con arrivo a Senigallia su Pascal Ackermann e Magnus Cort Nielsen. In chiusura di stagione è quarto nello Scheldeprijs e terzo nella Driedaagse Brugge-De Panne, valida per il calendario UCI World Tour.

### 2021: le vittorie al Giro d'Italia, al Tour de France e al Benelux Tour
Inizia la stagione 2021 vincendo la Samyn davanti a Rasmus Tiller e Andrea Pasqualon, il Grote Prijs Jean-Pierre Monseré davanti a Mark Cavendish e la Bredene Koksijde Classic davanti a Mads Pedersen e Florian Sénéchal; chiude inoltre terzo alla Dwars door Vlaanderen. Nel maggio 2021 debutta al Giro d'Italia, dove vince la seconda tappa con arrivo a Novara. Si piazza poi terzo nella settima tappa, alle spalle di Caleb Ewan e Davide Cimolai, prima di ritirarsi nel corso dell'undicesima tappa a causa di problemi intestinali. Dopo il Giro vince la Ronde van Limburg, approfittando di un errore di Brent Van Moer che sbaglia una curva, e la sua seconda Elfstedenronde.
Nel mese di luglio debutta al Tour de France, dove vince, sempre in volata, la terza tappa con arrivo a Pontivy. Si ritira prima di completare la nona tappa. Tra agosto e settembre partecipa al Benelux Tour, dove vince la prima tappa con arrivo a Dokkum (100ª vittoria UCI nella storia della sua squadra, l'Alpecin-Fenix) e la quarta con arrivo ad Ardooie, battendo Mads Pedersen. In chiusura di stagione è terzo all'Antwerp Port Epic e secondo al Grand Prix d'Isbergues, concludendo inoltre la sua prima Parigi-Roubaix al 48º posto.

### 2022: il secondo titolo nazionale e il bronzo europeo
Inizia la stagione 2022 vincendo la seconda tappa della Tirreno-Adriatico con arrivo a Sovicille. Vince poco dopo le classiche belghe Nokere Koerse e la Classic Brugge-De Panne. Vince per la seconda volta il titolo di campione nazionale in linea, sfruttando la mancanza del connazionale Wout Van Aert. Partecipa ai campionati europei di ciclismo, dove ottiene la medaglia di bronzo nella prova in linea. Debutta alla Vuelta, dove si piazza al terzo posto alla fine della seconda tappa.

## Palmarès

### Strada
- 2014 (Sunweb-Napoleon Games)

5ª tappa Ronde van Vlaams-Brabant (Merchtem > Merchtem)
- 2015 (Sunweb-Napoleon Games/Pauwels Sauzen-Vastgoedservice)

Grand Prix Etienne De Wilde
Coupe Egide Schoeters
4ª tappa Ronde van Vlaams-Brabant
5ª tappa Ronde van Vlaams-Brabant
- 2016 (Crelan-Vastgoedservice, una vittoria)

Grote Prijs Stad Zottegem
- 2018 (Verandas Willems-Crelan, due vittorie)

4ª tappa Post Danmark Rundt (Næstved > Vordingborg)
5ª tappa Post Danmark Rundt (Faxe > Frederiksberg)
- 2019 (Corendon-Circus, cinque vittorie)

Campionati belgi, Prova in linea
Elfstedenronde
2ª tappa Tour Alsace (Sélestat > Sélestat)
5ª tappa Tour Alsace (Ottmarsheim > Dannemarie)
5ª tappa Post Danmark Rundt (Roskilde > Frederiksberg)
- 2020 (Alpecin-Fenix, tre vittorie)

4ª tappa Tour of Antalya (Side > Antalya)
Brussels Cycling Classic
6ª tappa Tirreno-Adriatico (Castelfidardo > Senigallia)
- 2021 (Alpecin-Fenix, nove vittorie)

Le Samyn
Grote Prijs Jean-Pierre Monseré
Bredene Koksijde Classic
2ª tappa Giro d'Italia (Stupinigi > Novara)
Ronde van Limburg
Elfstedenronde
3ª tappa Tour de France (Lorient > Pontivy)
1ª tappa Benelux Tour (Surhuisterveen > Dokkum)
4ª tappa Benelux Tour (Aalter > Ardooie)
- 2022 (Alpecin-Fenix/Alpecin-Deceuninck, cinque vittorie)

2ª tappa Tirreno-Adriatico (Camaiore > Sovicille)
Nokere Koerse
Classic Brugge-De Panne
Campionati belgi, Prova in linea
Memorial Rik Van Steenbergen
- 2023 (Soudal Quick-Step, undici vittorie)

1ª tappa Tour of Oman (Al Rustaq Fort > Oman Convention and Exhibition Centre)
1ª tappa UAE Tour (Al Dhafra Castle > Al Mirfa)
6ª tappa UAE Tour (Warner Bros. World > Abu Dhabi Breakwater)
1ª tappa Parigi-Nizza (La Verrière > La Verrière)
Nokere Koerse
6ª tappa Quattro Giorni di Dunkerque (Avion > Dunkerque)
1ª tappa Giro di Polonia (Poznań > Poznań)
7ª tappa Giro di Polonia (Zabrze > Cracovia)
Grand Prix de Fourmies
2ª tappa Okolo Slovenska (Prešov > Poprad)
4ª tappa Okolo Slovenska (Prievidza > Nitra)
- 2024 (Soudal Quick-Step, sedici vittorie)

3ª tappa AlUla Tour (AlUla International Airport > AlUla Camel Cup Track)
4ª tappa AlUla Tour (Hegra > Maraya)
1ª tappa UAE Tour (Al Dhafra Walk Madinat Zayed > Liwa)
4ª tappa UAE Tour (Dubai Police Officer's Club > Dubai Harbour)
6ª tappa UAE Tour (Louvre Abu Dhabi > Abu Dhabi Breakwater)
Nokere Koerse
Scheldeprijs
3ª tappa Giro d'Italia (Novara > Fossano)
18ª tappa Giro d'Italia (Fiera di Primiero > Padova)
21ª tappa Giro d'Italia (Roma > Roma)
2ª tappa Giro del Belgio (Merelbeke > Knokke-Heist)
5ª tappa Giro del Belgio (Bruxelles > Bruxelles)
5ª tappa Giro di Polonia (Katowice > Katowice)
Campionati europei, Prova in linea
Kampioenschap van Vlaanderen
Gooikse Pijl
- 2025 (Soudal Quick-Step, tredici vittorie)

1ª tappa AlUla Tour (Al Manshiyah Train Station > Al Manshiyah Train Station)
3ª tappa AlUla Tour (Hegra > Tayma Fort)
5ª tappa UAE Tour (Dubai > Umm al-Qaywayn)
6ª tappa UAE Tour (Abu Dhabi > Abu Dhabi)
1ª tappa Parigi-Nizza (Le Perray-en-Yvelines > Le Perray-en-Yvelines)
2ª tappa Parigi-Nizza (Montesson > Bellegarde)
Scheldepris
Brussels Cycling Classic
1ª tappa Giro del Belgio (Merelbeke-Melle > Knokke-Heist)
5ª tappa Giro del Belgio (Bruxelles > Bruxelles)
3ª tappa Tour de France (Valenciennes > Dunkerque)
9ª tappa Tour de France (Chinon > Châteauroux)
1ª tappa Renewi Tour (Terneuzen > Breskens)

#### Altri successi
- 2018 (Verandas Willems)

Classifica a punti Post Danmark Rundt
- 2019 (Corendon-Circus)

Prologo Tour Alsace (Sausheim > Sausheim, cronosquadre)
Classifica a punti Tour Alsace
- 2023 (Soudal Quick-Step)

2ª tappa UAE Tour (Khalifa Port > Khalifa Port, cronosquadre)
Classifica a punti UAE Tour
Leiedal Koerse Criterium
Classifica a punti Okolo Slovenska
- 2024 (Soudal Quick-Step)

Classifica a punti AlUla Tour
Classifica a punti UAE Tour

### Cross
- 2009-2010 (Juniores)

Sylvester Cyclocross (Bredene)
Campionati belgi, gara Juniores
Cyclocross Vorselaar Juniores (Vorselaar, 8ª prova Superprestige Juniores)
- 2012-2013 (Under-23)

Krawatencross Under-23 (Lille, 7ª prova Bpost Bank Trofee Under-23)
- 2014-2015 (Sunweb-Napoleon Games, due vittorie)

Radcross Illnau (Illnau-Effretikon)
Cyclocross Cup Rhein-Neckar (Mannheim)
- 2022-2023 (una vittoria)

Kasteelcross-Zonnebeke

### Gravel
- 2024

UCI Gravel World Series - Blaavands Huk

## Piazzamenti

### Grandi Giri
- Giro d'Italia

2021: non partito (11ª tappa)
2024: 138º
- Tour de France

2021: ritirato (9ª tappa)
2025: 148º
- Vuelta a España

2022: 131º

### Classiche monumento
- Giro delle Fiandre

2023: 43º
2024: 65°
- Parigi-Roubaix

2021: 48º
2022: 40º
2023: 23º
2024: ritirato
2025: 36º

### Competizioni mondiali
- Campionati del mondo di ciclocross

Tábor 2010 - Juniors: 12º
Koksijde 2012 - Under-23: ritirato
Heusden-Zolder 2016 - Elite: 26º
Bieles 2017 - Elite: 12º
Valkenburg 2018 - Elite: 7º
Bogense 2019 - Elite: 11º
Dübendorf 2020 - Elite: 8º
Ostenda 2021 - Elite: 17º

### Competizioni continentali
- Campionati europei di ciclocross

Lucca 2011 - Under-23: 10º
Ipswich 2012 - Under-23: 8º
Mladá Boleslav 2013 - Under-23: 7º
Huijbergen 2015 - Elite: 10º
Pontchâteau 2016 - Elite: ritirato
Tábor 2017 - Elite: 13º
's-Hertogenbosch 2018 - Elite: 11º
Silvelle 2019 - Elite: 10º
- Campionati europei su strada

Alkmaar 2019 - In linea Elite: ritirato
Monaco di Baviera 2022 - In linea Elite: 3º
Limburgo 2024 - In linea Elite: vincitore
- Campionati europei di ciclismo gravel

Oud-Heverlee 2023: 2°